# Crosby (Mississippi)
Pour les articles homonymes, voir Crosby.
Crosby est une ville américaine située dans les comtés d'Amite et de Wilkinson, dans le Mississippi. Selon le recensement de 2020, sa population est de 242 habitants.